# 포르투산투 공항

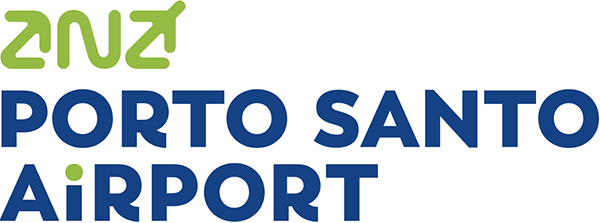

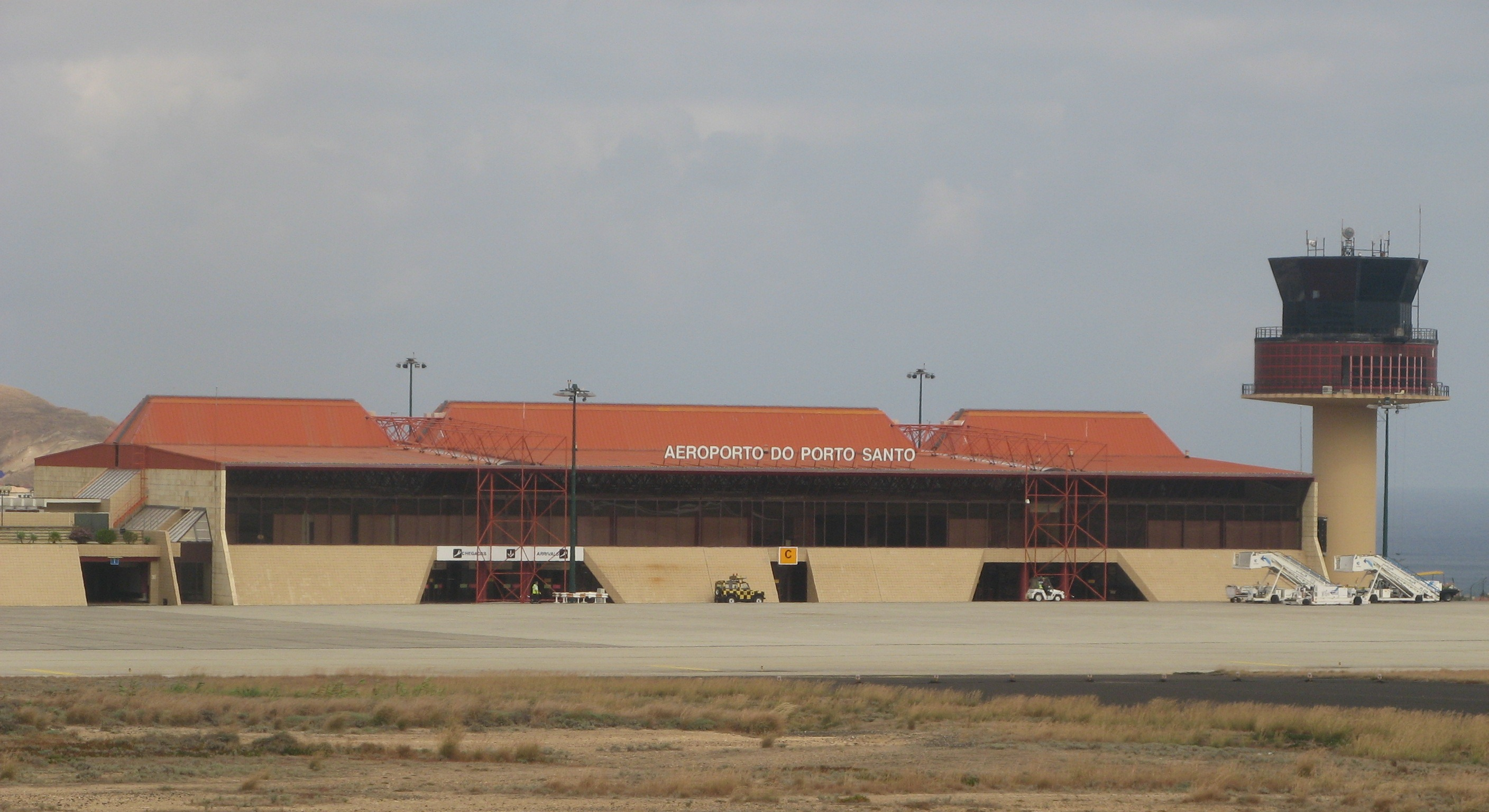

포르투산투 공항(Porto Santo Airport, 포르투갈어: Aeroporto de Porto Santo, IATA: PXO, ICAO: LPPS)은 마데이라 제도 포르투산투섬의 수도 빌라 발레이라에 위치한 공항이다.

## 역사
포르투산투섬은 공항 설립을 갈구한 마데이라제도 최초의 섬이다. 1959년 최초 길이 2,000미터인 활주로가 세워졌다. 이 공항에 착륙한 최초의 항공기는 1960년 7월 20일 TAP 포르투갈 항공 더글러스 DC-4기이다.